# Zaręby Kościelne
Zaręby Kościelne ist ein Dorf sowie Sitz der gleichnamigen Landgemeinde im Powiat Ostrowski der Woiwodschaft Masowien, Polen.

## Gemeinde
Zur Landgemeinde Zaręby Kościelne gehören folgende 31 Ortschaften mit einem Schulzenamt:
Budziszewo
Chmielewo
Gaczkowo
Gąsiorowo
Grabowo
Kępiste-Borowe
Kietlanka
Kosuty
Niemiry-Stara Złotoria-Kańkowo-Piecki
Nienałty-Brewki
Nienałty-Szymany
Nowa Złotoria
Pętkowo Wielkie
Pułazie
Rawy
Rostki-Daćbogi
Skłody-Piotrowice
Skłody-Stachy
Skłody Średnie
Świerże-Kończany
Świerże-Kiełcze
Świerże-Kolonia
Świerże-Panki
Świerże Zielone
Uścianek Wielki
Zakrzewo-Kopijki
Zakrzewo Wielkie
Zaręby Kościelne
Zaręby Leśne
Zgleczewo Panieńskie
Zgleczewo Szlacheckie